# Teoria da intimidação
A teoria da intimidação, dissuasão ou deterrência é uma estratégia militar desenvolvida e utilizada durante a Guerra Fria até os tempos atuais. Ela é especialmente relevante no que diz respeito ao uso de armas nucleares e figura proeminentemente na atual política externa dos Estados Unidos, no tocante ao desenvolvimento da tecnologia nuclear do Irã e da Coreia do Norte.

## Estratégia
Existem duas formas de intimidação: intimidação por punição ou intimidação por proibição.
A intimidação por punição é uma estratégia onde um governo ameaça uma forte retaliação caso seja atacado. Os agressores são intimidados se eles não querem sofrer os danos causados por tal ação agressiva. A Destruição Mútua Assegurada é uma forma desta estratégia, utilizada para caracterizar as relações entre os Estados Unidos e a União Soviética.
A intimidação por proibição é uma estratégia onde um governo constrói ou mantém sistemas de defesa e inteligência com o propósito de neutralizar ou coibir ataques. Os agressores são intimidados se eles optam por não agir, prevendo o alto custo da ação em relação ao seu sucesso.
A teoria da intimidação é vista por alguns como o oposto da política de apaziguamento, onde é permitido a um governo expansionista absorver território para alcançar um acordo negociado (por exemplo, o Acordo de Munique que antecedeu a Segunda Guerra Mundial). A intimidação pode ser baseada tanto em armas de destruição em massa como em armas convencionais, sanções econômicas ou ambos.

## Dissuasão entreguerras
A dissuasão entreguerra é a dissuasão dentro de um contexto de guerra. Significa que a guerra eclodiu, mas os intervenientes ainda procuram dissuadir certas formas de comportamento. Nas palavras de Caitlin Talmadge, "as falhas de dissuasão entreguerra... podem ser consideradas como causadoras do agravamento das guerras de alguma forma."  Exemplos de dissuasão entreguerra incluem dissuadir adversários de recorrer a ataques com armas nucleares, químicas e biológicas ou de atacar populações civis indiscriminadamente.  Em termos gerais, envolve qualquer prevenção da escalada. 

## História
A política de intimidação dos Estados Unidos durante a Guerra Fria se manifestou de várias formas. Nos primeiros estágios da Guerra Fria, era geralmente caracterizada pela ideologia da Contenção — uma forma agressiva de desenvolvimento das nações sob a esfera de sua influência. Este período foi caracterizado por inúmeras guerras proxy ao redor do mundo, particularmente na África, Ásia, América Central e América do Sul. Um conflito notável foi a Guerra da Coreia. Em contraste com a opinião geral, George F. Kennan, que é tido como o fundador desta ideologia no famoso Artigo X, afirmou que suas ideias foram mal interpretadas e que ele nunca propôs intervenção militar, meramente suporte econômico.
Com a retirada dos Estados Unidos da Guerra do Vietnã, a normalização das relações norte-americanas com a China e a Ruptura Sino-Soviética, a política de contenção foi abandonada e uma nova política de détente foi estabelecida, onde se viu a coexistência pacífica entre a União Soviética e os Estados Unidos. Embora todos os fatores já listados tenham contribuído para esta mudança, o fator mais importante provavelmente foi a áspera paridade conseguida pelo empilhamento de armas nucleares com a clara possibilidade de Destruição Mútua Assegurada. Por essa razão, o período de détente foi caracterizado por uma redução generalizada das tensões entre os Estados Unidos e a União Soviética e a amenização da Guerra Fria, do final da década de 1960 até o início da década de 1980. A doutrina da destruição nuclear mútua caracterizou as relações entre a União Soviética e os Estados Unidos durante esse período, e as relações atuais com a Rússia.
Uma terceira mudança ocorreu com o armamento promovido pelo presidente Ronald Reagan nos anos 80. Reagan tentou justificar tal política em parte pelo crescimento da influência soviética na América do Sul e na nova república do Irã, estabelecida após a Revolução Iraniana em 1979. Similar à antiga política de contenção, os Estados Unidos deram início das várias guerras por procuração incluindo o apoio a Saddam Hussein no Iraque durante a Guerra Irã-Iraque, apoio aos mujahidin no Afeganistão (que lutavam pela independência da União Soviética) e vários movimentos anticomunistas na América Latina, como a tomada do poder do governo sandinista na Nicarágua, eleito democraticamente. O fundamento ilegal do Contras na Nicarágua originou o escândalo Irã-Contras, que deu base a um processo no Tribunal Internacional de Justiça contra os Estados Unidos. Os Estados Unidos, recusando-se a obedecer ao Tribunal Internacional, não pagou a indenização à Nicarágua.
Enquanto o exército estava lidando com o desmantelamento da União Soviética e espalhando a tecnologia nuclear para outras nações além dos Estados Unidos e da Rússia, o conceito de intimidação tomou uma dimensão global. A política norte-americana pós-Guerra Fria foi abandonada em 1995 num documento chamado Essentials of Post-Cold War Deterrence (Essência da Intimidação Pós-Guerra Fria). Este documento explica que, enquanto as relações com a Rússia continuam a seguir as características tradicionais da destruição nuclear mútua, já que ambas as nações continuam sob a Destruição Mútua Assegurada, a política de intimidação dos Estados Unidos em relação a nações com menor poder nuclear deveria assegurar — através da sinalização de uma possível forte retaliação ou guerra preemptiva — que tais nações não atravessariam o caminho dos Estados Unidos ou de seus interesses, ou de seus aliados. O documento explica que tais tratados devem também ser usados para assegurar que nações sem tecnologia nuclear não a desenvolvam e que haja um banimento universal de qualquer nação que mantenha armas químicas ou biológicas. Em 2007, as tensões com o Irã e a Coreia do Norte sobre seus programas nucleares são uma continuação de tal política de intimidação.

## Críticas
A teoria da dissuasão tem sido criticada por vários estudiosos por várias razões, sendo a mais básica o ceticismo de que os tomadores de decisão sejam racionais. Uma corrente proeminente de crítica argumenta que a teoria da dissuasão racional é contrariada por frequentes falhas de dissuasão, que podem ser atribuídas a percepções erradas.  Os estudiosos também argumentaram que os líderes não se comportam de maneira consistente com as previsões da teoria da dissuasão nuclear.  Os estudiosos também argumentaram que a teoria da dissuasão racional não lida suficientemente com as emoções e preconceitos psicológicos que tornam prováveis acidentes, perda de autocontrole e perda de controle sobre os outros.
Os defensores do desarmamento nuclear, como o Global Zero, criticaram a teoria da dissuasão nuclear. Sam Nunn , William Perry, Henry Kissinger e George Shultz apelaram aos governos para que adoptassem a visão de um mundo livre de armas nucleares e criaram o Projecto de Segurança Nuclear para fazer avançar essa agenda.  Em 2010, os quatro foram apresentados em um documentário intitulado "Nuclear Tipping Point", onde propunham medidas para alcançar o desarmamento nuclear.   Kissinger argumentou: "A noção clássica de dissuasão era que havia algumas consequências diante das quais os agressores e malfeitores recuariam. Em um mundo de homens-bomba, esse cálculo não funciona de maneira comparável". Shultz disse: "Se você pensar nas pessoas que estão cometendo ataques suicidas, e pessoas como essas conseguem uma arma nuclear, elas são quase por definição imparáveis".
Paul Nitze argumentou em 1994 que as armas nucleares eram obsoletas na "nova desordem mundial" após a dissolução da União Soviética, e defendeu a confiança em munições guiadas de precisão para garantir uma vantagem militar permanente sobre futuros adversários.
Em oposição à forma de dissuasão de destruição mutuamente garantida extrema , o conceito de dissuasão mínima em que um estado não possui mais armas nucleares do que o necessário para dissuadir um adversário de atacar é atualmente a forma mais comum de dissuasão praticada por estados com armas nucleares , tal como China, Índia, Paquistão, Grã-Bretanha e França. Buscar uma dissuasão mínima durante as negociações de armas entre os Estados Unidos e a Rússia permite que cada estado faça reduções nos estoques nucleares sem que o estado se torne vulnerável, mas foi observado que chega um ponto em que novas reduções podem ser indesejáveis, uma vez que a dissuasão mínima é alcançado, uma vez que novas reduções para além desse ponto aumentam a vulnerabilidade de um Estado e fornecem um incentivo para um adversário expandir secretamente o seu arsenal nuclear. 
Frank C. Zagare argumentou que a teoria da dissuasão é logicamente inconsistente e empiricamente imprecisa. Em vez da dissuasão clássica, os estudiosos da escolha racional defenderam a dissuasão perfeita, que pressupõe que os Estados podem variar nas suas características internas e especialmente na credibilidade das suas ameaças de retaliação.
A teoria da intimidação pode ser criticada pelas suposições do pensamento inimigo. Primeiramente, oponentes suicidas ou psicopatas não serão intimidados por uma possível agressão. Segundo, mal-entendidos diplomáticos e ideologias políticas opostas podem levar a uma escalada na percepção da ofensa, ocasionando uma corrida armamentista que elevaria os riscos de uma guerra — um cenário ilustrado pelos filmes WarGames e Dr. Strangelove. A corrida armamentista é ineficiente em termos de recursos: todos os países envolvidos têm de gastar em armamentos que não têm utilização prática. Finalmente, os massivos gastos militares poderiam levar a um déficit comercial, restrições das liberdades civis, a criação de um complexo militar-industrial e outras medidas repressivas, muitas vezes resultado de uma guerra sem fim. Os proponentes insistem que a teoria é flexível a diferentes situações e permite mudanças de estratégia.

### Psicologia e intimidação
Uma nova forma de crítica emergiu no final da década de 1980 com uma análise detalhada das ações de líderes individuais e grupos de líderes em situações de crise, tanto históricas quanto teóricas.
Várias novas críticas (ou variações das críticas antigas) surgiram em relação à teoria da intimidação. Uma foi que a teoria da intimidação assumia que ambos os lados tinham objetivos comuns pacíficos e racionais. Em algumas situações reais, como na Guerra do Yom Kipur, os líderes sentiram que considerações políticas internas ou externas forçaram um conflito.
Em outro erro de cálculo, Israel racionalizou que seu domínio militar intimidaria um ataque, e acreditou que nenhum líder racional egípcio ou sírio se atreveria a atacar. O governo do Egito sentiu-se incapaz de evitar uma guerra e o governo da Síria subjugou a situação militar, acreditando que sairiam vitoriosos. Israel assumiu oponentes racionais com objetivos claros e bem-informados, e sua intimidação falhou.
Uma outra observação é que situações de crise podem alcançar um ponto onde ações de estabilização forma — como manter unidades militares em suas bases e baixos níveis de alerta — podem ser um sinal de fraqueza, e que a percepção de tal fraqueza pode induzir um oponente a atacar durante o período no qual ele vê tal vantagem. Ainda, um ponto de inversão existe, após o qual algumas ações de estabilização tornam-se desestabilizadoras, e vice-versa.
Finalmente, estudos dos grupos de psicologia específicos de muitos líderes e grupos, incluindo os líderes israelenses e árabes em 1973 e a administração Kennedy na crise da Baía dos Porcos e na Crise dos mísseis de Cuba, indicaram que em muitos casos os líderes usam pensamentos de grupo mal-formulados e assessoria de informações não-confiáveis. Tais erros podem e muitas vezes inibem um raciocínio lógico de término em situações de intimidação.